# Ichthyoxenos minabensis
Ichthyoxenos minabensis is een pissebed uit de familie Cymothoidae. De wetenschappelijke naam van de soort is voor het eerst geldig gepubliceerd in 1951 door Sueo M. Shiino.